# 이광재 (정치인)
이광재(李光宰, 1965년 2월 28일~)는 대한민국의 정치인이다. 연세대 재학 시절 학생 운동가로 활동했으며, 이후 정계에 입문해 노무현 정부 대통령비서실 국정상황실장, 제35대 강원도지사와 제17·18·21대 국회의원, 제35대 국회사무총장을 역임하였다. 본관은 전주이며, 평창 출생이다.

## 생애
이광재는 강원도 평창군에서 태어나 평창초등학교를 다니다가 정선군 신동읍의 예미초등학교로 전학해 함백중학교, 원주의 원주중학교를 거쳐 1980년 원주고등학교로 진학했다. 원주고등학교를 졸업한 후 연세대학교 법과대학에 입학했고, 학생운동에 투신하였다.
이후 학생운동을 거쳐 공장노동자로 취업한 뒤 구속되었다. 손가락을 절단하여 1985년 병역 면제 판정을 받았다.
1988년 노무현 13대 국회의원 당선자의 보좌진이 된 이래 줄곧 노무현의 비서역을 해왔고, 측근으로 활동했다. 1989년부터 노무현의 보좌관 등을 지내며 기획참모로 일해 왔다. 노무현이 정치적 결단을 내릴 때마다 조언을 구하는 핵심참모이기도 했다. 참여정부의 인선 작업에도 깊숙이 개입 했다는 평을 듣기도 했다.
삼성과 유착한 정황과 사실이 매우 많다. 삼성의 영향력으로부터 노무현이 끝까지 자유로울 수 없었던 이유는 이와 같이 최측근의 대다수가 삼성의 영향력에 깊이 노출되어 있었기 때문이다.
2009년 3월 21일 박연차 게이트 사건으로 검찰의 소환조사 후 3월 26일 구속되었다. 재판 중에 2010년 6월 2일 지방선거에서 강원도지사에 당선되었다. 2심 재판에서 유죄 판결을 받아 7월 1일 취임과 동시에 직무정지를 당했다. 확정판결 전에 직무를 정지하도록 한 지방자치법 규정이 헌법에 어긋난다며 헌법재판소에 헌법소원을 청구하였고, 강원도민들의 업무복귀 청원운동이 있었다. 이후 그의 재판에 대해 헌법재판소가 헌법불합치 판결을 내림에 따라 2개월 만에 업무에 복귀했다.
그러나 2011년 1월 27일 대법원에서 원심의 징역형을 확정판결을 내면서 도지사직을 최종 상실했다.
2019년 12월 30일 문재인 정부의 특별 사면을 받았다.
21대 총선에서 당선되면서 다시 정계에 복귀하였다가 강원도지사 출마로 사퇴했고 강원도지사 선거에서 낙선 되었다.

## 범죄사실

### 공문서 위조·절도·국가보안법 위반
1987년 11월 18일 치안본부(현 경찰청) 대공과는 이광재를 공문서위조, 절도, 국가보안법위반(기타) 혐의로 입건했다.
1988년 3월 11일 서울형사지방법원(현 서울중앙지방법원)은 이광재에게 공문서위조, 절도, 국가보안법위반(기타) 혐의로 징역 2년, 자격정지 2년, 집행유예 3년을 선고하였다.
1988년 12월 21일 특별사면되었다.

### 썬앤문 그룹으로부터 정치자금 수수
2004년 7월 26일 서울중앙지방법원 형사합의23부(재판장 김병운 부장판사)는 썬앤문그룹으로부터 불법 정치자금을 받은 혐의(정치자금법 위반)로 이광재에게 벌금 3000만원에 추징금 500만원을 선고했다. 이광재는 썬앤문 문병욱 회장으로부터 1억원, 김성래 부회장으로부터 500만원을 받은 사실이 확인되었으나, 재판부는 다른 정치인에 비해 불법 정치자금 수수 규모가 크지 않고 돈을 강요나 회유해서 받아낸 것이 아니라는 점을 감안해 벌금형을 선고한다고 밝혔다.

### 총선 허위사실공표
2005년 5월 12일 춘천지방법원 영월지원 형사합의부(재판장 송평근 지원장)는 12일 공직선거및선거부정방지법위반으로 이광재에게 벌금 80만원을 선고했다. 이광재는 국회의원 선거에서 ‘20대에 4급 별정직 부군수급 보좌관’이라는 표현을 사용한 혐의(허위사실공표)를 받았다. 재판부는 객관적인 허위사실이나 선거에 미친 영향이 경미하여 당선 무효에 해당하는 중형을 선고할 만큼 중하지 않아 이와 같이 선고한다고 밝혔다.

### 삼성 6억 수수
2005년 12월 16일 대검찰청 중앙수사부는 2002년 대선 당시 노무현 후보 캠프 기획팀장을 맡았던 이광재에게 삼성그룹이 채권 6억원을 전달한 사실을 밝혔다. 그러나 이광재에게 적용되는 혐의인 정치자금법 위반 공소시효가 완료되어 형사처벌 할 수 없다고 밝혔다.

### 박연차 로비 사건
이광재가 박연차에게 뇌물을 받았다는 증언에 의해 수사를 받던 가운데 2009년 6월 12일 박연차는 이광재에게 “평소 이 의원에게 10억원이 넘는 돈을 지원하려고 했지만 번번이 거절 당했으면서 왜 그때 그랬는지(돈을 주었는지) 모르겠다. 이 의원이 받기를 끝까지 거절했는데도 검찰에 돈을 건넸다고 진술한 점에 대해 고개 숙여 사과한다.”라고 밝혔다. 또한 그날 이광재가 박연차를 직접 심문했는데, “제가 결국 안 받았죠?”라는 마지막 질문까지 모두 “예.”라는 답변을 얻어, 박연차가 이광재에게 돈을 주지 않았음을 시인하면서, 종전의 진술을 번복했다. 그러나 서울고등법원 형사6부에서는 2010년 3월 박연차 전 회장의 진술이 구체적이라 판단하여 유죄 판결을 내렸다.
2010년 4월 항소심에서 공소장을 변경했다. 또한 2010년 6월 11일 판결 당시 “돈을 준 사람들의 진술이 구체적이고 일관돼 유죄 증거가 충분하다.” 라면서 “직위가 높을수록 처신을 조심해야 하는데도 불구하고 불법 정치자금을 받아 비난의 여지가 있다.”라고 밝혔고, 그에 앞서 이광재 측이 박연차를 다시 증인으로 법정에 세우겠다며 6월 8일 신청한 변론 재개 요청도 받아들이지 않았다. 이에 대해 재판부는 “박연차 전 태광실업 회장에게 강제 구인장을 발부했음에도 출석하지 않아 항소심에서는 증언을 들을 수 없었지만, 이당선자와의 관계에 비춰볼 때 돈을 줬다는 것을 허위 주장으로 볼 수 없다”라고 판시했다.
2010년 9월 2일 헌법재판소에서 지방자치법 111조 “단체장이 금고 이상의 형을 받으면 형 확정전이라도 업무가 정지된다.”라는 규정을 헌법 불합치로 판결 도지사에 복귀하였다.
2011년 1월 27일, 대한민국 대법원에서 박연차로부터 불법 정치자금을 받은 혐의를 확정하면서 징역형을 선고하여, 이광재는 강원도지사 직을 상실했다. 이광재는 판결에 대해 "재판 절차나 결과가 참으로 실망스럽다"고 말했다. 민주당은 박연차 로비 사건에 연루된 한나라당 의원은 80만원 형을 받고 의원직을 유지했으나, 이광재와, 민주당 서갑원만 의원직 상실형이 내려진데 대해 반발했다. 이춘석 민주당 대변인은 "박연차 회장의 입에서 시작된 박연차 게이트가 결국 엇갈린 판결로 나왔다"며 "정의로운 사법부의 역사에 오점을 남겼다"고 재판부를 비판했다. 그러나, 한나라 강원도당은 "민주당이 이번 사건을 정치적으로 몰아가는 것은 분명히 문제가 있다"고 지적했다. 강원도민들을 상대로 여론조사를 실시한 결과 48.5%가 대법원 판결은 ‘증거에 근거한 정당한 판결’이라는 평가를 내렸다고 밝혔다.

### 제일저축은행으로부터 정치자금 수수
2015년 4월 23일 대법원 1부(주심 김용덕 대법관)는 정치자금법위반으로 벌금 500만원과 추징금 1000만원을 선고한 원심을 확정했다. 이광재는 2010년 6월 유동천 전 제일저축은행 회장으로부터 1000만원을 수수한 혐의를 받았다. 2009년 10~11월 1000만원 수수와 2011년 2~3월 1000만원 수수한 혐의도 확인되어 기소되었으나, 재판부는 "돈을 건넨 시기와 장소 등에 관한 유 회장 등의 진술이 일관되지 않아 유죄로 인정하기 부족하다"며 원심 판단을 유지했다.

## 군입대 기피 의혹
참여정부에 입성하기 전부터 그는 군대를 기피할 목적으로 손가락을 잘랐다는 의혹을 받아왔다. 군복무 기피 의혹은 고의성 여부에 초점이 맞추어졌고, 2003년 국정상황실장으로 재직할 때, 한 신문사 기자에게 자신의 손가락이 잘린 것이 인천 부평에서 위장취업한 상태에서 사고로 손가락을 잃었다고 주장했다. 그리고 현장 확인을 하자면서 그 기자와 동행하기까지 했다. 2003년 《동아일보》와의 인터뷰에서 “공장 프레스에 잘렸다”라고 말했다. 또 2003년 말 국정감사장에서는 국회의원의 질문을 받고 대학 때 다쳤다고 답변했다. 국회에서는 “대학교 때 다쳤다”라고 말한 바 있고, 그 뒤 방송 토론에서는 “우울해서 잘랐다”라고 했으며, 작년 총선 전에 낸 책에는 “손가락을 잘라 태극기에 혈서를 썼다”라고 적었다.
국회의원 재직 중인 2005년 5월 22일 한나라당 오승재(吳承宰) 부대변인은 22일 열린우리당 이광재 의원의 단지(斷指) 논란과 관련, 이 의원의 입영 신체검사 자료와 이 의원의 해명을 근거로 `병역기피를 위한 고의절단 의혹'을 주장했다.
오승재는 이어 지난 2003년 4월 당시 병무청이 장성출신인 한나라당 박세환(朴世煥) 의원에게 제출한 이 의원 입영신체검사 자료를 제시하며 "이 의원은 1986년 5월 15일 102 보충대 입영신검에서 `우수(右手) 제2수지 지절 결손'으로 5급판정을 받아 귀가했다"면서 "김세진.이재호군이 분신자살한 것은 86년 4월28일로 이 의원이 징집면제처분을 받기 17일 전"이라며, "의학계에 따르면 단지의 경우 최소한 전치 4주 이상"이라면서 "이 의원 말을 다 믿는다 하더라도 전치 4주 이상의 자해상처를 입은 이 의원이 불과 보름여만에 병역면제처분을 받았다는 것은 또다른 병역비리의혹에서 자유로울 수 없다"며 진상규명과 함께 이 의원의 병적기록부 공개를 주장했다
오승재는 또한 "이 의원의 오른쪽 손가락이 잘린 것은 이 의원이 85년 12월12일 국군춘천병원 신체검사에서 2급 현역판정을 받은 것과 1986년 4월 28일 김세진, 이재호 군의 분신 이전의 어느 날일 것"이라고 유추했다 한나라당 김형오(金炯旿) 국회의원도 2005년 5월 자신의 홈페이지에 올린 글에서 "안중근 의사의 애국적 단지(斷指)를 놓고는 누구도 애국심을 의심하지 않는다. 의사는 조국이 위태할 때 총을 쏠 수 있는 손가락은 남겨뒀다"면서 이 의원의 단지를 안 의사의 사례를 들어 우회적으로 비판했다. 김 의원은 "요즘 모 국회의원의 단지소식으로 세상이 떠들썩한데 이유야 어쨌든 시대의 아픔"이라며 "다만 그의 손가락에서 애국심이 절절함이 묻어나지 않는 이유는 무엇일까"라며 꼬집었었다.
2005년 5월 월간조선도 그가 지난해 총선 때 지역구에 뿌린 자신의 저서 ‘우통수의 꿈’에서 “1986년 당시 대학생들의 분신을 보고 손가락을 잘라 태극기에 혈서를 썼다”고 해명했다고 전했다. 이에 대해 이 의원측은 “군 면제를 받기 위해 자른 것이 아니고 혈서를 쓰면서 자른 것”이라며 “일부 언론이 도가 지나 치다는 생각”이라고 반박했다.
2005년 5월 그는 '1986년 당시 입대하게 되면 보안사에 끌려가 고문을 받을 터이고 그 결과 동지들을 배신할 수 있어 오른손 둘째손가락을‘버렸다'고 해명했다. 여러 가지 의혹 끝에에 2004년 총선거 이전에 자신이 펴낸 저서에 손가락을 자른 대목이 들어 있다는 사실이 확인되고서야 비로소 홈페이지에 해명글을 올렸다. 자신의 단지 사건에 대한 말바꾸기로 비판을 받기도 했다.
“1980년대 시대상황을 고려하지 않고 제 손가락만을 이야기하는 것은 무의미한 일”이라며 “암울한 시절 학생운동을 하면서 스스로의 배신에 대한 두려움 때문에 손가락을 잘라 ‘절대 변절하지 않는다’는 혈서를 썼다.”라는 것이다. 그는 이어 “앞뒤의 문맥, 그리고 시대상황을 다 버리고 군기피를 위한 단지(斷指)라고 비난한다면 그 비난은 달게 받겠다.”면서도 “그러나 그런 시간들이 있었기에 힘든 시기를 이기고 제 자신을 채찍질하는데 도움이 된 것도 사실”이라고 덧붙였다. 또한 당시 운동권 출신이었던 386세대들도 당시 집유만 받아도 소집면제였다고 밝히며, 군면제를 위한 단지였다는 주장에 회의적인 반응을 보였다.
그의 군복무 기피 목적의 손가락 단지 논란이 계속되자 그의 부인 이정숙은 5월 19일 그의 홈페이지에 글을 올려 “단지 이야기는 이제 그만해 달라.”라고 호소하고 나서기도 했다.

## 약력

### 학력
- 1977년 예미국민학교 졸업
- 1980년 원주중학교 졸업
- 1983년 원주고등학교 졸업
- 2001년 연세대학교 법과대학 LL.B.

### 병역
- 1985년 병역 면제 판정
- 1985년 신체검사에서 현역입영 판정을 받았지만 그 후 손가락에 ‘변화’가 있었고, 이 때문에 1986년 입영했다가 귀가조치를 받았다.[25]
- 《월간조선》 6월호는 “열린우리당 이 의원이 대학생 때 스스로 오른쪽 두 번째 손가락을 잘랐고, 이후 군입대가 면제 됐다”라고 보도했다. 《월간조선》에 따르면, 1985년 신체검사에서 2급 현역병 판정을 받은 이 의원은 손가락을 자른 후 1986년 입대, 귀가 조치와 함께 군 면제를 받았다는 것이다.[28]

### 경력
- 노무현 국회의원(제13대) 비서관
- 1993년 지방자치실무연구소 기획실장
- 1995년 제1회 전국동시지방선거 민주당 조순 서울특별시장 후보 선거대책위 기획실장
- 2002년 제16대 대통령 선거 새천년민주당 노무현 대통령 후보 기획팀장
- 2002년 노무현 대통령당선자 기획팀장
- 대통령비서실 비서관
- 2003년 대통령비서실 국정상황실 팀장
- 2003년 청와대 대통령비서실 국정상황실장
- 2004년 4월 15일: 대한민국 제17대 국회의원 선거 당선(강원 태백시·영월군·평창군·정선군, 열린우리당, 초선)
- 2004년 5월~2008년 5월 제17대 국회의원(강원 태백시·영월군·평창군·정선군, 열린우리당→대통합민주신당→통합민주당, 초선)
- 민족정기를 세우는 국회의원모임 제2기 회원
- 2004년 열린우리당 기획담당 원내부대표
- 열린우리당 원내부대표
- 2005년 IEF(한-중 e스포츠 페스티벌) 조직위원회 위원장
- 2005-06년 열린우리당 강원도당 위원장
- 2006년 열린우리당 전략기획위원장
- 2007년 대통합민주신당 강원도당 위원장
- 2008년 4월 9일: 대한민국 제18대 국회의원 선거 당선(강원 태백시·영월군·평창군·정선군, 통합민주당, 재선)
- 2008년 5월~2010년 4월: 제18대 국회의원(강원 태백시·영월군·평창군·정선군, 통합민주당→민주당, 재선)
- 민주당 강원도당 태백시·영월군·평창군·정선군 지역위원회 위원장
- 민주당 강원도당 위원장
- 민주당 정책위원회 부의장
- 2010년 5월 사람사는세상 노무현재단 묘역조성지원위원회 위원장
- 2010년 6월 2일: 제5회 전국동시지방선거 당선(민선 5기, 강원도지사, 민주당, 초선)
- 2010년 7월~2011년 1월 제35대 강원도지사(민선 5기, 민주당, 초선)(2011년 1월 27일 대한민국 대법원에서 징역형이 선고 되어 강원도지사직 상실)
- 2010년 7월~2011년 1월: 강원도립대학교 이사장
- (재)여시재 원장
- 2020년 3월~2020년 4월 제21대 국회의원 선거 더불어민주당 선거대책위원회 공동선거대책위원장
- 2020년 4월 15일: 대한민국 제21대 국회의원 선거 당선(강원 원주시 갑, 더불어민주당, 3선)
- 2020년 5월~2022년 4월: 제21대 국회의원(강원 원주시 갑, 더불어민주당, 3선)
- 2020년 5월~2022년 4월: 더불어민주당 강원도당 원주시 갑 지역위원회 위원장
- 2020년 11월~: 민주주의 4.0 연구원 이사
- 2021년 7월: 제20대 대통령 선거 더불어민주당 경선예비후보(사퇴)
- 2022년 4월~2022년 6월: 제8회 전국동시지방선거 더불어민주당 강원도지사 후보
- 2022년 7월~2023년 12월: 제35대 국회사무총장(장관급)
- 2024년 5월~: 더불어민주당 경기도당 성남시 분당구 갑 지역위원회 위원장
- 2024년~: 명지대학교 석좌교수

### 의정 활동
- 2004년 5월~2008년 5월 제17대 국회의원(강원 태백시·영월군·평창군·정선군, 열린우리당→대통합민주신당→통합민주당, 초선)
  - 2004년 6월~2005년 1월: 제17대 국회 전반기 국회운영위원회 위원
  - 2004년 6월~2006년 5월: 제17대 국회 전반기 예산결산특별위원회 위원
  - 2004년 6월~2006년 5월: 제17대 국회 전반기 문화관광위원회 위원
  - 2006년 6월~2008년 5월: 제17대 국회 후반기 평창동계올림픽유치특별위원회 간사
  - 2008년 2월~2008년 5월: 제17대 국회 후반기 산업자원위원회 위원
- 2008년 5월~2010년 5월 제18대 국회의원(강원 태백시·영월군·평창군·정선군, 통합민주당→민주당, 재선)
  - 2008년 6월~2010년 5월: 제18대 국회 전반기 기획재정위원회 간사
- 2020년 5월~2022년 4월: 제21대 국회의원(강원 원주시 갑, 더불어민주당, 3선)
  - 2020년 6월~2021년 8월: 제21대 국회 전반기 기획재정위원회 위원
  - 2020년 6월~2021년 3월: 제21대 국회 전반기 예산결산특별위원회 위원
  - 2021년 8월~2022년 4월: 제21대 국회 전반기 외교통일위원회 위원장
  - 2022년 1월~2022년 4월: 제21대 국회 2030 부산세계박람회 유치지원 특별위원회 위원

## 전과
- 공문서위조, 절도, 국가보안법위반(기타): 징역 2년, 자격정지 2년, 집행유예 3년 - 1988년 3월 11일 선고[6]
- 정치자금에관한법률위반: 벌금 30,000,000원 - 2004년 7월 26일 선고[6]
- 정치자금법위반: 징역 6월, 집행유예 1년 - 2010년 6월 11일 선고[6]
- 정치자금법위반: 벌금 5,000,000원 - 2012년 9월 28일 선고[6]

## 출연

### 다큐멘터리
- 《노무현입니다》(2017)

## 저서
- 우통수의 꿈
- 이광재 독서록 : 정치인 이광재가 전하는, 혼자 보기 아까운 책들 (연장통, 2008)
- 같은 강물에 발을 두 번 담글 수 없다 (지혜로운 오늘을 위한 글모음: 이광재 독서록 2010) (연장통, 2010)
- 중국中國에게 묻다 : 21세기 초강대국의 DNA (학고재, 2012)

## 상훈
- 2010년 매니페스토 약속대상 최우수상(광역자치단체장 선거공약서부문)

2010년 6월 2일 실시된 지방선거에서 좋은 공약을 내놓은 정치인들에게 수상하는 매니페스토 약속대상에서 이광재가 대상을 수상했다. 이광재는 지방민주주의를 구현하기 위한 개혁적이고, 철학과 가치가 명확히 제시되었고, 시민들이 이해하기 쉽게 작성되어있다는 점과 유일하게 예산총계를 제시했다는 점 등 내용성, 형식성면에서 모두 좋은 점수를 받았다.

## 역대 선거 결과
|  | 46.70% |

|  | 53.60% |

|  | 54.40% |

|  | 48.56% |

|  | 45.92% |

|  | 46.72% |

## 같이 보기
- 노무현
- 문재인
- 안희정
- 참여정부
- 최문순
- 김진태
- 청와대
- 대한민국 국회의사당
- 태백시·영월군·평창군·정선군
- 태백시의 국회의원
- 영월군의 국회의원
- 평창군의 국회의원
- 정선군의 국회의원
- 원주시 갑
- 원주시의 국회의원
- 강원도지사
- 대한민국의 국회사무총장
- 청와대 비서실
- 평창 동계올림픽

## 소속 정당
| 소속 정당 | 소속 정당      | 소속 기간 | 비고                |
| --------- | -------------- | --------- | ------------------- |
|           | 통일민주당     | 1988~1990 | 정계 입문           |
|           | 무소속         | 1990      | 탈당                |
|           | 민주당         | 1990~1991 | 창당                |
|           | 민주당         | 1991~1995 | 합당                |
|           | 통합민주당     | 1995~1996 | 합당                |
|           | 민주당         | 1996~1997 | 당명 변경           |
|           | 무소속         | 1997      | 탈당                |
|           | 새정치국민회의 | 1997~2000 | 입당                |
|           | 새천년민주당   | 2000~2003 | 합당                |
|           | 무소속         | 2003      | 탈당                |
|           | 열린우리당     | 2003~2007 | 창당                |
|           | 대통합민주신당 | 2007~2008 | 합당                |
|           | 통합민주당     | 2008      | 합당                |
|           | 민주당         | 2008~2011 | 당명 변경 정계 은퇴 |
|           | 민주통합당     | 2011~2013 | 합당                |
|           | 민주당         | 2013~2014 | 당명 변경           |
|           | 새정치민주연합 | 2014~2015 | 합당                |
|           | 더불어민주당   | 2015~2022 | 당명 변경 정계 복귀 |
|           | 무소속         | 2022~2023 | 탈당                |
|           | 더불어민주당   | 2023~현재 | 복당                |